# Uralodiscus
Uralodiscus es un género de foraminífero bentónico de la subfamilia Archaediscinae, de la familia Archaediscidae, de la superfamilia Archaediscoidea, del suborden Fusulinina y del orden Fusulinida. Su especie tipo es Uralodiscus librovichi. Su rango cronoestratigráfico abarca el Viseense (Carbonífero inferior).

## Discusión
Algunas clasificaciones más recientes incluyen Uralodiscus en el Suborden Archaediscina, del Orden Archaediscida, de la Subclase Afusulinana y de la Clase Fusulinata.

## Clasificación
Uralodiscus incluye a las siguientes especies:
- Uralodiscus abindanii †
- Uralodiscus bacculentus †
- Uralodiscus baschkiricus †
- Uralodiscus kordailicus †
- Uralodiscus librovichi †
- Uralodiscus rarus †
- Uralodiscus regularis †
- Uralodiscus robertsoni †
- Uralodiscus rotundus †